# Ceryx albimacula
Ceryx albimacula là một loài bướm đêm thuộc phân họ Arctiinae, họ Erebidae.